# Congress of South African Trade Unions
Il Congress of South African Trade Unions (Congresso dei sindacati sudafricani), abbreviato in COSATU, è una confederazione sindacale e organizzazione politica sudafricana. Dagli anni 1990 fa parte della coalizione politica Alleanza Tripartita.
Dichiara come propri obiettivi strategici il miglioramento delle condizioni materiali dei propri membri e dei lavoratori nel loro complesso, l'organizzare dei non organizzati, la partecipazione dei lavoratori alla lotta per la pace e la democrazia; persegue tali obiettivi fondandosi su principi quali l'antirazzismo, il controllo da parte dei lavoratori sulle strutture del sindacato, l'adesione a pagamento a garanzia dell'autosufficienza e dell'indipendenza del sindacato, l'unione dei sindacati per settori, la solidarietà internazionale.